# أحداث المسجد الأقصى 2014
هي احتجاجات قام بها فلسطينيون في أواخر شهر أكتوبر 2014 بعد إغلاق المسجد الأقصى أمام المصلين المسلمين

## ردود فعل
- الرئاسة الفلسطينية قالت: إغلاق المسجد الأقصى «بمثابة إعلان حرب» على الشعب الفلسطيني[3]
- الحكومة الأردنية: تطورات القدس “خطيرة” وإغلاق الأقصى “إجرامي” ونتدارس رد الفعل[4]
- عكرمة صبري إمام وخطيب المسجد الأقصى: صمتنا على نوايا الإسرائيليين ضد الأقصى إقرار بمخططاتهم [5]